# Noah Porter
Pour les articles homonymes, voir Porter.
Rev. Noah Thomas Porter, III, né le 14 décembre 1811 à Farmington (Connecticut) – mort le 4 mars 1892 à New Haven, est un universitaire, philosophe, auteur, lexicographe américain et président de l'université Yale (1871–1886).

## Biographie
Élu professeur de philosophie morale et de métaphysique à Yale en 1846, Porter est intronisé président de l'université Yale le mercredi 11 octobre 1871. Il occupe ce poste jusqu'en 1886.
Porter édite plusieurs éditions du dictionnaire Webster et écrit plusieurs textes sur l'éducation.
Influencé par l'écrivain réfugié et philosophe allemand Francis Lieber, Porter s'oppose à l'esclavagisme et intègre une position de lutte contre l'esclavage avec le libéralisme religieux.
Il fréquente souvent les monts Adirondack de l'État de New York et en 1875 est l'un des premiers à gravir un pic plus tard nommé mont Porter (en) en son honneur.
Son livre le plus connu est intitulé The Human Intellect avec Introduction upon Psychology and the Human Soul (1868), 
comprenant une histoire générale de la philosophie et suivant en partie la philosophie de l'école écossaise tout en acceptant la doctrine de l'intuition kantienne. Il déclare que la notion de dessein est a priori. Deux autres de ses livres, Elements of Intellectual Science (1871) et Elements of Moral Science (1885) sont également importants.
Mort le 4 mars 1892 à New Haven, il y est enterré au Grove Street Cemetery.

## Source de la traduction
- (en) Cet article est partiellement ou en totalité issu de l’article de Wikipédia en anglais intitulé « Noah Porter » (voir la liste des auteurs).